# Liste des National Historic Landmarks de l'Alabama
Les National Historic Landmarks de l'Alabama représentent l'histoire de l'Alabama de la période précolombienne jusqu'à nos jours. L'État compte trente-neuf National Historic Landmarks (NHLs), qui sont situés dans dix-huit des soixante-sept comtés de l'État. Parmi ces monuments, cinq ont un intérêt militaire, huit sont des exemples importants d'un style architectural particulier, six sont des sites archéologiques, sept ont joué un rôle dans la lutte des Afro-américains pour les droits civils, et cinq sont associés au développement du Programme spatial des États-Unis. Un des NHL de l'État a par la suite perdu ce statut.

## Liste des National Historic Landmarks
| [ 3 ] | Nom                                                                     | Image | Désignation | Localité                                    | Comté                 | Description |
| ----- | ----------------------------------------------------------------------- | --- | ----------- | ------------------------------------------- | --------------------- | --- |
| 1†    | USS Alabama                                                             | | 14/01/1986  | Mobile 30° 40′ 49″ N, 88° 00′ 57″ O         | Mobile                | L'un des deux cuirassés de la classe South Dakota restants, l'Alabama fut mis en service en 1942 et a été en activité quarante mois durant la Seconde Guerre mondiale sur son théâtre Pacifique ; il a participé à plus de vingt-six batailles contre les Japonais et a reçu neuf décorations. |
| 2†    | Site du fortin d'Apalachicola                                           | | 19/07/1964  | Holy Trinity 32° 10′ 17″ N, 85° 07′ 49″ O   | Russell               | L'Espagne établit ce fortin militaire de torchis sur la rivière Chattahoochee en 1690 dans la visée de maintenir son influence sur les Amérindiens Creeks des Villes basses. Il fut utilisé une année, puis détruit par les Espagnols lorsqu'ils l'abandonnèrent. |
| 3†    | Barton Hall                                                             | | 7/11/1973   | Cherokee 34° 45′ 03″ N, 88° 00′ 12″ O       | Colbert               | Cet édifice, élevé en 1840 dans une plantation, est décrit par le National Park Service comme une demeure de style Greek Revival "inhabituellement sophistiquée", avec son entrée de style dorique,. |
| 4†    | Église baptiste Béthel de Birmingham                                    | | 05/04/2005  | Birmingham 33° 33′ 07″ N, 86° 48′ 07″ O     | Jefferson             | Cette église fut le quartier général de l'Alabama Christian Movement for Human Rights, une organisation qui participa au Mouvement afro-américain des droits civiques, de 1956 à 1961. Il réalisait des actions légales et non violentes contre la ségrégation raciale dans les transports, les écoles, et la discrimination sur des bases raciales. |
| 5†    | Tertres amérindiens de Bottle Creek                                     | | 19/04/1994  | Stockton 30° 59′ 44″ N, 87° 56′ 15,5″ O     | Baldwin               | Ce site archéologique contient dix-huit tertres élevés par la civilisation du Mississippi. Situés sur Mound Island, dans le delta du fleuve Mobile et du défluent Tensaw, le site a été occupé entre 1250 av. J-C et 1550. Les chercheurs pensent qu'il avait un rôle à la fois social, politique, religieux, et était un centre d'échanges commerciaux pour la région du delta et le centre de la Côte du Golfe.                                                                                    |
| 6†    | Église épiscopale méthodiste africaine Brown                            | | 12/12/1997  | Selma 32° 24′ 43″ N, 87° 00′ 58″ O          | Dallas                | Cette église fut le point de départ des Marches de Selma à Montgomery de 1965, et a joué un rôle majeur dès les événements qui conduisirent à l'adoption du Voting Rights Act de 1965. La réaction nationale à la marche du Bloody Sunday de Selma est généralement tenue pour l'élément qui rendit possible son vote positif par le Congrès des États-Unis. |
| 7†    | City Hall and Southern Market                                           | | 07/11/1973  | Mobile 30° 41′ 24″ N, 88° 02′ 24″ O         | Mobile                | Le vieil Hôtel de ville, de style italianisant, et le Southern Market de Mobile a été achevé en 1857. Cet édifice est un exemple de la tendance américaine au XIXe siècle de regrouper dans un même ensemble plusieurs fonctions civiques différentes. |
| 8†    | Maison de Henry D. Clayton                                              | | 08/12/1976  | Clayton 31° 51′ 56,2″ N, 85° 27′ 08,5″ O    | Barbour               | C'était la maison du législateur anti-trust Henry De Lamar Clayton, Jr., auteur du Clayton Antitrust Act, la première loi du droit moderne de la concurrence rendant illégales certaines pratiques anticoncurrentielles. |
| 9†    | Maison de J.L.M. Curry                                                  | | 21/12/1965  | Talladega 33° 27′ 21″ N, 86° 02′ 40″ O      | Talladega             | C'était la maison de l'éducateur Jabez Lamar Monroe Curry, qui joua un rôle majeur dans l'expansion et l'amélioration du système scolaire public et créa des écoles de formation des enseignants dans tout le Sud des États-Unis. |
| 10†   | Église baptiste de l’avenue Dexter                                      | | 30/05/1974  | Montgomery 32° 22′ 39″ N, 86° 18′ 11″ O     | Montgomery            | Martin Luther King, Jr. fut le pasteur de cette église de 1954 à 1960. La Montgomery Improvement Association, que présidait le Dr. King, s'y réunissait ; c'est de là que fut organisé en 1955 le boycott des bus de Montgomery. |
| 11†   | USS Drum                                                                | Photographie de la proue de l'USS Drum qui, devenu un musée, a été placé sur terre sur des supports en béton.       | 14/01/1986  | Mobile 30° 40′ 44″ N, 88° 01′ 00″ O         | Mobile                | Lancé le 12 mai 1941, ce fut le premier des sous-marins de la classe Gato à être achevé avant la Seconde Guerre mondiale. Il est conforme à l'apparence standard de la flotte sous-marine du pays au début du conflit. Le USS Drum coula quinze vaisseaux japonais et fut décoré de douze étoiles. |
| 12†   | Église de la Nativité de Huntsville                                     | | 21/06/1990  | Huntsville 34° 43′ 49″ N, 86° 35′ 03″ O     | Madison               | Cette église de style néogothique, construite en 1859 sur les plans de Frank Wills, est considérée par le National Park Service comme exemplaire de l'architecture gothique ecclésiastique du Sud du pays. |
| 13†   | Capitole de l'État d'Alabama Premier capitole confédéré                 | Photographie du capitole de l'État                                                                                  | 19/12/1960  | Montgomery 32° 22′ 33″ N, 86° 18′ 03″ O     | Montgomery            | Des délégués des six États du Sud ayant fait sécession se rencontrèrent en ce lieu le 4 février 1861. Le 8 février, ils adoptèrent une Constitution pour le Gouvernement provisoire des États confédérés d'Amérique. Jefferson Davis fut inauguré dans le portique ouest de l'édifice le 18 février ; le Congrès des États confédérés s'y réunit le 22 mai quand la capitale fut changée et devint Richmond.                                                                                         |
| 14†   | Site historique de Fort Mitchell                                        | | 21/06/1990  | Fort Mitchell 32° 21′ 07″ N, 85° 01′ 18″ O  | Russell               | Fort Mitchell représente trois périodes d'interaction avec les Amérindiens. La première est caractérisée par la doctrine de la Destinée manifeste, et ses applications martiales, lorsque la nation Creek fut vaincue et forcée de céder son territoire ; la deuxième est dominée par le Bureau des affaires indiennes ; la dernière par la volonté du gouvernement des États-Unis d'honorer ses obligations.                                                                                        |
| 15†   | Fort Morgan                                                             | | 19/12/1960  | Gasque 30° 13′ 41″ N, 88° 01′ 23″ O         | Baldwin               | Achevé en 1834, Fort Morgan fut utilisé par les forces confédérées durant la bataille de la baie de Mobile, remportée par l'amiral David Farragut de l'Union Navy, qui prit la baie de Mobile et fit le blocus du port of Mobile. |
| 16†   | Site du Fort Toulouse                                                   | | 09/10/1960  | Wetumpka 32° 30′ 24″ N, 86° 15′ 06″ O       | Elmore                | Fort Toulouse était l'avant-poste le plus oriental de la Louisiane française. Établi en 1717 à la confluence des rivières Coosa et Tallapoosa il fut abandonné à la suite du traité de Paris (1763). |
| 17†   | Foster Auditorium                                                       | L'auditorium Foster.                                                                                                | 05/04/2005  | Tuscaloosa 33° 12′ 28″ N, 87° 32′ 38″ O     | Tuscaloosa            | Le 11 juin 1963, avec ses partisans, George Wallace reste devant l'Université d'Alabama pour empêcher la déségrégation de l'institution et l'entrée en cours des deux premiers étudiants noirs, Vivian Malone et James Hood, lesquels sont encadrés et protégés par la Garde nationale, le Marshal fédéral et le procureur de l'État. Première étape du mouvement de déségrégation dans l'Université de l'Alabama, considérée comme importante dans le Mouvement afro-américain des droits civiques. |
| 18†   | Gaineswood                                                              | | 07/11/1973  | Demopolis 32° 30′ 31″ N, 87° 50′ 07″ O      | Marengo               | Cette demeure de style Greek Revival fut désignée comme NHL parce qu'elle est l'exemple le plus inusuel de ce style architectural dans le pays. Construite en plus de dix-huit ans par l'architecte amateur et planteur Nathan Bryan Whitfield, elle utilise à la fois les ordres dorien, ionien et corinthien. |
| 19†   | Église presbytérienne de Government Street                              | Government Street Presbyterian Church en 2007.                                                                      | 05/10/1992  | Mobile 30° 41′ 21″ N, 88° 02′ 39″ O         | Mobile                | Cette église fut édifiée en 1836 ; c'est, pour celles de style Greek Revival aux États-Unis, l'une des plus anciennes, et des moins altérées. Architectes : James Gallier, James Dakin, et Charles Dakin. |
| 20†   | Ivy Green                                                               | | 31/03/1992  | Tuscumbia 34° 44′ 22″ N, 87° 42′ 24″ O      | Colbert               | C'est là que Helen Keller, sourde et aveugle, est née et a appris à communiquer, avec l'aide de Ann Mansfield Sullivan. |
| 21†   | Kenworthy Hall                                                          | Kenworthy Hall in 1997.                                                                                             | 18/08/2004  | Marion 32° 38′ 06,5″ N, 87° 21′ 08″ O       | Perry                 | Cette maison érigée dans une plantation fut terminée en 1860 ; c'est l'un des exemples les mieux conservés du style particulier de Richard Upjohn. La demeure fut spécialement édifiée pour convenir au climat du Sud et au mode de vie des plantations. |
| 22†   | Montgomery (snagboat)                                                   | | 30/06/1989  | Pickensville 33° 13′ 26″ N, 88° 15′ 36″ O   | Pickens               | C'est l'un des deux derniers snagboats à roues à aubes du pays utilisés par le Corps du génie de l'armée des États-Unis. Construit en 1925 il joua un rôle important dans la réalisation du projet Alabama-Tombigbee–Tennessee. |
| 23†   | L'Union Station de Montgomery                                           | | 18/12/1976  | Montgomery 32° 22′ 43″ N, 86° 18′ 52″ O     | Montgomery            | Construit en 1898, c'est un exemple d'architecture commerciale de fin du XIXe siècle. La gare était au centre du réseau de transport de Montgomery. La marquise est importante dans la mesure où elle illustre l'adaptation des techniques de construction de ponts à d'autres types de structures, une étape importante dans l'histoire de l'ingénierie. |
| 24†   | Site archéologique de Moundville                                        | Vue du Moundville Archaeological Site depuis le sommet du tertre B, en regardant vers le tertre A et vers la place. | 19/07/1964  | Moundville 32° 06′ N, 85° 06′ O             | Hale                  | Moundville fut colonisée pour la première fois au Xe siècle : le site représente une période majeure de la civilisation du Mississippi dans le Sud du pays, avec son rôle de centre de diffusion de cette culture vers la côte du Golfe. |
| 25†   | Neutral Buoyancy Space Simulator                                        | | 03/10/1985  | Huntsville 34° 39′ 07″ N, 86° 40′ 41″ O     | Madison               | Cette structure fut construite en 1955 pour simuler un environnement en impesanteur dans lequel les ingénieurs et les astronautes pouvaient effectuer les recherches nécessaires pour découvrir les problèmes posés par le travail dans l'espace. Le simulateur eut un rôle important dans l'histoire de la National Aeronautics and Space Administration, spécialement dans le Programme Gemini, le Programme Apollo, Skylab, et pour la Navette spatiale américaine.                               |
| 26†   | Propulsion and Structural Test Facility                                 | | 03/10/1985  | Huntsville 34° 37′ 25″ N, 86° 39′ 31″ O     | Madison               | Ce site fut construit en 1957 par l'Army Ballistic Missile Agency et fut le centre principal responsable du développement des systèmes de propulsion de missiles. Les lanceurs de la famille Saturn y furent conçus sous la direction de Wernher von Braun. |
| 27†   | Redstone Test Stand                                                     | | 03/10/1985  | Huntsville 34° 37′ 51″ N, 86° 40′ 00″ O     | Madison               | Cette structure en acier, construite en 1953, est l'une des plus anciennes installations de tir statique du Centre de vol spatial Marshall. Elle fut importante dans le développement du Jupiter-C et des Mercury/PGM-11 Redstone qui lancèrent le premier satellite américain et le premier vol américain habité dans l'espace. |
| 28†   | Église épiscole St. Andrew de Prairieville                              | | 07/11/1973  | Prairieville 32° 30′ 33″ N, 87° 42′ 05″ O   | Hale                  | Cette petite église exemplaire du mouvement pittoresque de l'époque avec son style Carpenter Gothic et ses contreforts en bois, fut construire en 1853 ; elle témoigne de l'influence de l'architecte Richard Upjohn. |
| 29†   | Saturn V Dynamic Test Stand                                             | | 03/10/1985  | Huntsville 34° 37′ 45″ N, 86° 39′ 40″ O     | Madison               | Construite en 1964 pour conduire des tests mécaniques sur le Saturn V, cette structure permit de découvrir et de corriger des problèmes majeurs de l'engin. |
| 30†   | Lanceur Saturn V                                                        | | 10/02/1987  | Huntsville 34° 42′ 30″ N, 86° 39′ 21″ O     | Madison               | C'était le prototype du lanceur Saturn V et le premier Saturn V construit par le Marshall Space Flight Center sous la direction du Dr. Wernher von Braun. |
| 31†   | Église baptiste de la 16e rue                                           | | 20/02/2006  | Birmingham 33° 30′ 59,7″ N, 86° 48′ 53,3″ O | Jefferson             | Cette église fut utilisée comme un lieu de rencontre et comme point de départ pour les marches durant le mouvement pour les droits civiques. Elle fut le lieu d'un attentat à la bombe le 16 septembre 1963, préparé par le Ku Klux Klan, qui causa la mort de quatre jeunes filles et en blessa vingt-deux autres. |
| 32†   | Haut-fourneau de Sloss                                                  | | 29/05/1981  | Birmingham 33° 31′ 14″ N, 86° 47′ 29″ O     | Jefferson             | Construit de 1881 à 1882, c'est le plus vieux haut fourneau restant de l'État. Il représente l'importance, au début du XXe siècle, de l'Alabama dans la production de la fonte brute et de la fonte dans le cadre de l'effort pour industrialiser le Sud agraire du pays. |
| 33†   | Swayne Hall, Talladega College                                          | | 02/12/1974  | Talladega 33° 25′ 40″ N, 86° 07′ 03″ O      | Talladega             | Swayne Hall fut construit en 1857 pour être une université baptiste réservée aux hommes. À la suite de la guerre de Sécession, il fut intégré au Talladega College, la plus ancienne université privée traditionnellement noire d'arts libéraux de l'Alabama. |
| 34∞   | Tuskegee Institute                                                      | | 23/06/1965  | Tuskegee 32° 25′ 49″ N, 85° 42′ 28″ O       | Macon                 | L'une des universités afro-américaines les plus célèbres du pays, Tuskegee fut fondée par Booker T. Washington en 1881, avec un curriculum conçu pour donner une éducation industrielle et professionnelle aux Afro-Américains ; elle comptait parmi ses professeurs George Washington Carver. Tuskegee Institute est à la fois un National Historic Landmark et un National Historic Site. |
| 35†   | Barrage Wilson                                                          | | 13/11/1966  | Florence 34° 48′ 03″ N, 87° 37′ 33″ O       | Colbert et Lauderdale | Le barrage Wilson, sur la Tennessee, fut construit entre 1918 et 1925 par le Corps du génie de l'armée des États-Unis avant de passer par la suite sous le contrôle de la Tennessee Valley Authority (TVA). C'est la plus vieille des centrales hydroélectriques de la TVA. |
| 36†   | Site du village Yuchi                                                   | | 19/06/1996  | Fort Benning 32° 18′ N, 84° 59′ O           | Russell               | Ce site archéologique fut occupé par les tribus amérindiennes Apalachicola et Yuchi. Au XVIIe siècle, la première était alliée aux Espagnols de Floride contre les Anglais de la Province de Caroline ; elle fut détruite. Les Yuchi s'installèrent plus tard et s'allièrent tour à tour avec différentes puissances européennes, jusqu'à leur déplacement au début du XIXe siècle du fait de l'expansion des États-Unis.                                                                            |
| 37†   | Pont Edmund Pettus                                                      | | 27/02/2013  | Selma 32° 34′ 20″ N, 87° 01′ 07″ O          | Dallas                | Pont célèbre dans l'histoire du mouvement américain des droits civiques pour avoir été le lieu des événements les plus violents des Marches de Selma à Montgomery en 1965, connus sous le nom de « dimanche sanglant » ou « Bloody Sunday ». |
| 38†   | Frank M. Johnson Jr. Federal Building and United States Courthouse (en) | | 21/07/2015  | Montgomery 32° 22′ 30″ N, 86° 18′ 34″ O     | Montgomery            | Nombre de procès clefs des droits civils, dont celui concernant le boycott des bus de Montgomery, ont pris place dans ce palais de justice, qui 1933. |
| 39†   | Palais de justice de Monroeville                                        | | 13/01/2021  | Monroeville 31° 31′ 38″ N, 87° 17′ 27″ O    | Monroe                | Palais de justice datant de 1903, et connu pour son association littéraire avec Truman Capote et Harper Lee. |